# Gettin' Over You
"Gettin' Over este o piesă înregistrată de DJ-ul David Guetta. Conține vocea vocalistului american de R&B, Chris Willis și a fost lansată digital pe 14 august, 2009. 
Remix-ul oficial al cântecului, numit Gettin' Over You a fost lansat pe 12 aprilie, 2010. Remix-ul conține vocile lui Chris Willis, Fergie și LMFAO. Până acum single-ul s-a clasat pe locul 50 în America, locul 6 în Australia și locul 1 în UK (al treilea single al lui Guetta care atinge această performanță).